# Zêzere

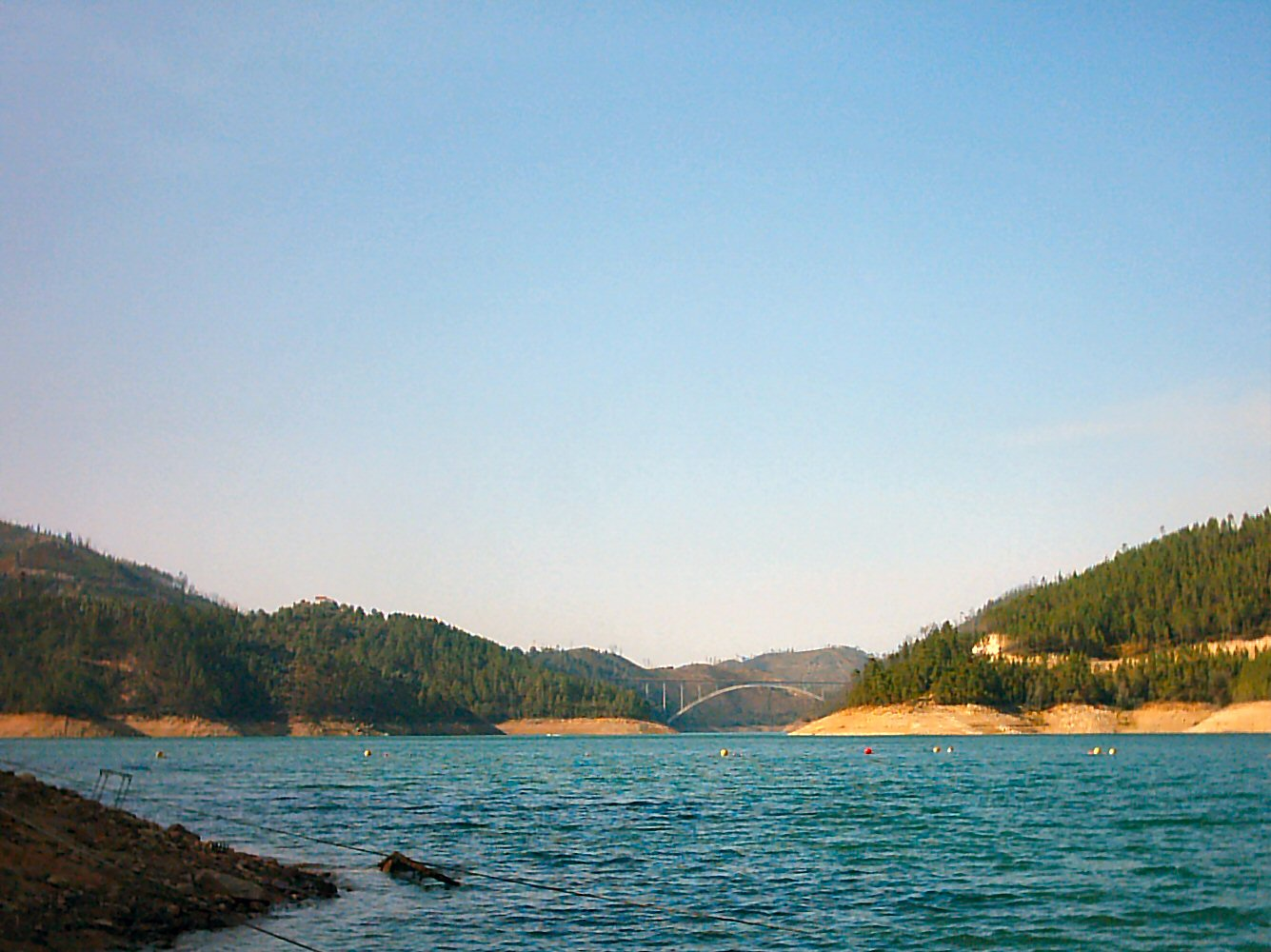

A Zêzere folyó Portugáliában, a Tajo jobb oldali mellékfolyója. 
Az ország legmagasabb pontja, az Serra da Estrela hegycsúcs (1993 m) közvetlen közelében ered, 1900 m magasan. Vízgyűjtő területe 5043 km², teljes hossza 242 km. Constância mellett ömlik bele a Tajóba.
Manteigas, Covilhã és Ferreira do Zêzere a fontosabb települések a folyó mentén. Legjelentősebb mellékfolyója a Nabão.